# قائمة الأفلام المصرية سنة 1969
هذه قائمة بالأفلام المصرية لسنة 1969 مرتبة أبجديا.

## 1969
- أبي فوق الشجرة
- بئر الحرمان
- شيء من الخوف
- شيء من العذاب
- فتاة الاستعراض
- لصوص لكن ظرفاء
- ميرامار
- نادية
- صباح الخير يا زوجتي العزيزة
- نص ساعة جواز
- يوميات نائب في الأرياف
- شقة مفروشة
- غروب وشروق
- نحن لا نزرع الشوك